# Futbol'nyj Klub Torpedo Moskva
Il Futbol'nyj Klub Torpedo Moskva (in russo Футбольный клуб Торпедо Москва?), noto semplicemente come Torpedo Mosca, è una società calcistica russa della città di Mosca, militante nella Pervaja Liga, la seconda divisione del campionato russo di calcio. Disputa le proprie partite casalinghe allo stadio Lužniki della capitale russa.
Tra i più prestigiosi club del calcio est-europeo, il Torpedo Mosca fu fondato nel 1925 e visse il suo migliore periodo a cavallo tra gli anni cinquanta e sessanta del ventesimo secolo, quando vinse due campionati sovietici grazie all'attaccante Ėduard Strel'cov, da molti soprannominato "Pelé bianco".
In seguito alla dissoluzione ufficiale dell'Unione Sovietica nel 1992, la squadra perse lo smalto di un tempo e vinse solo una coppa nazionale l'anno successivo. A causa del penultimo posto nel 2006, arrivò la prima retrocessione in seconda divisione della sua storia, alla quale seguirono numerosi problemi societari che portarono all'esclusione da tutte le competizioni professionistiche nel 2010.

## Storia

### Primi anni (1925-1940)
Nel 1925, su iniziativa sindacale, nacque la società calcistica "R.D. Proletarskaja Kuznica" (in russo Р.Д. Пролетарская кузница?), nome traducibile in italiano come "Fucina Proletaria". Nei primi sei anni di attività partecipò a incontri relativi alla sola città di Mosca, arrivando a vincere il torneo "Klass B" nel 1927. Nel novembre 1930 divenne la rappresentativa calcistica dell'azienda d'automobili Avtomobilnoe Moskovskoe Obščestvo (AMO) e ne assunse il nome.
Nel 1931 partecipò al campionato di Mosca, giungendo quinta. L'anno seguente, in concomitanza col cambio di nome dell'azienda, acquisì la denominazione di Zavod Imeni Stalina (ZIS). Dal 1933 al 1935 continuò a partecipare ai tornei cittadini. Nel 1936, pur continuando ad essere la squadra dell'azienda automobilistica, assunse ufficialmente il nome di "Torpedo Moskva" e partecipò al Gruppo B (seconda divisione) del nuovo campionato nazionale sovietico. Al termine della stagione 1937, grazie alla riforma del torneo, ottenne l'accesso alla Vysšaja Liga.
I primi anni nella massima serie non riservarono risultati esaltanti e nella stagione 1941 la squadra fu accorpata alle moscovite Lokomotiv, Metallurg e Kryl'ja Sovetov per dar vita a due squadre: la ProfSojuzy-1 e la ProfSojuzy-2. Tuttavia, quel campionato non venne concluso, a causa dell'avvio dell'Operazione Barbarossa da parte della Germania nazista, evento che sancì l'ingresso dell'Unione Sovietica nella seconda guerra mondiale e la cessazione delle attività sportive professionistiche fino al 1945.

### Dopo guerra (1945-1960)
La stagione 1945 fu la prima in cui il Torpedo venne allenato da Viktor Maslov, ex calciatore della squadra. Al termine del campionato i bianconeri si classificarono terzi. Nella stagione 1946 arrivò il quarto posto in campionato e la prima semifinale di Coppa dell'URSS (persa contro la Dinamo Tbilisi). Con i suoi 18 gol, il centravanti Aleksandr Ponomarëv si laureò capocannoniere del campionato. Nella stagione 1947 la squadra si assicurò le prestazioni di due giocatori di grande spessore: l'ala destra Antonin Sočnev e il difensore di origine basca Agustín Pagola Gómez. Benché in campionato arrivò solo un quinto posto, i bianconeri riuscirono a raggiungere la prima finale di Coppa dell'URSS della loro storia. La partita decisiva, giocata allo Stadio Dinamo davanti a 70.000 spettatori, vide però il successo dello Spartak Mosca per 2-0. La prima vittoria in Coppa dell'URSS fu rinviata alla stagione 1949. Il 4 novembre, infatti, il Torpedo sconfisse per 2-1 la Dinamo Mosca fuori casa, grazie ai gol di Vladimir Nečaev e Aleksandr Ponomarëv. Al primo successo della propria storia, la squadra aggiunse anche un buon quarto posto in campionato.
Dopo alcune annate interlocutorie, nella stagione 1952, giunse il secondo successo nella Coppa sovietica, grazie alla vittoria per 1-0 contro lo Spartak Mosca, con gol di Valentin Petrov all'89º minuto. Dalla stagione successiva prese avvio un forte ricambio generazionale che, nel giro di due anni, portò all'esordio dei due futuri fuoriclasse della squadra: Valentin Ivanov ed Ėduard Strel'cov (giovanissimo capocannoniere nella stagione 1955). Grazie anche agli innesti del difensore Leonīds Ostrovskis e dell'attaccante Slava Met'reveli, nella stagione 1957 il Torpedo ottenne il secondo posto in campionato, dietro soltanto alla corazzata Dinamo Mosca. L'anno successivo la squadra giocò la sua quarta finale di Coppa dell'URSS, venendo però sconfitta 1-0 ai tempi supplementari dallo Spartak Mosca. In campionato la squadra si classificò soltanto settima, pagando cara l'assenza di Strel'cov, arrestato con l'accusa di violenza carnale (in realtà, vittima di un complotto politico).

### Epoca d'oro (1960-1978)
Malgrado l'assenza di Strel'cov, internato in un gulag fino al 1965, nella stagione 1960 la squadra allenata da Viktor Maslov aprì il nuovo decennio vincendo per la prima volta il campionato e per la terza volta la Coppa dell'URSS, per mezzo del successo in finale per 4-3 sulla Dinamo Tbilisi, grazie al gol di Gennadij Gusarov ed alla tripletta di Valentin Ivanov. Data per favorita assoluta nella stagione 1961, la squadra entrò in crisi nelle partite decisive e concluse il campionato al secondo posto, dietro la Dinamo Kiev. Giunse anche in finale di Coppa sovietica, ma fu sconfitta per 3-1 dallo Šachtar. Orfani dell'allenatore Maslov, i bianconeri si classificarono solo settimi nella stagione 1962 e decimi nella stagione 1963. Tornarono ad esprimersi ad alto livello nella stagione 1964 arrivando secondi in campionato. Giunte a pari punti, Torpedo Mosca e Dinamo Tbilisi si affrontarono in uno spareggio a Tashkent il 18 novembre. Dopo i tempi regolamentari finiti 1-1, il Torpedo subì un crollo verticale nei supplementari e la partita si concluse sul risultato di 4-1 per i georgiani, laureatisi campioni. Al termine della stagione il centrocampista bianconero Valerij Voronin fu premiato come migliore calciatore sovietico dell'anno.
Nella stagione 1965 Ėduard Strel'cov poté tornare a giocare e trascinò il Torpedo al suo secondo successo nel campionato sovietico, in quella che fu l'annata dei record della squadra moscovita: maggior numero di punti conquistati, 22 vittorie e sole 3 sconfitte. Grazie a questo successo, il Torpedo fu la prima squadra sovietica a partecipare ad una competizione della UEFA. Nei sedicesimi di finale di Coppa dei Campioni 1966-1967 affrontò l'Inter di Helenio Herrera, detentrice del trofeo. Dopo la sconfitta per 1-0 a San Siro, il Torpedo non riuscì ad andare oltre lo 0-0 nel ritorno giocatosi allo Stadio Lužniki davanti a circa 105.000 spettatori. Benché la stagione 1966 si chiuse con un non esaltante sesto posto in campionato, il Torpedo riuscì ad arrivare per l'ennesima volta in finale di Coppa dell'URSS, perdendo però 2-0 contro la Dinamo Kiev.
La stagione 1967 vide la squadra impegnata in Coppa delle Coppe (al posto della Dinamo Kiev, vincitrice del campionato e quindi qualificata per la Coppa dei Campioni). il Torpedo, arrivato ai quarti di finale, affrontò i gallesi del Cardiff City. Dopo aver perso in Galles per 1-0, riuscì a vincere con il medesimo risultato nel ritorno a Mosca. Nella partita di spareggio prevalsero tuttavia i gallesi, sempre per 1-0. Nella stagione 1968 i 24 gol di Strel'cov contribuirono a condurre la squadra al terzo posto in campionato e al quarto successo nella Coppa dell'URSS, grazie alla vittoria per 1-0 con gol di Jurij Savčenko in finale contro il Paxtakor. Dopo il ritiro del fuoriclasse Strel'cov, il Torpedo tornò al successo in Coppa dell'URSS nel 1972, battendo ai rigori in finale lo Spartak Mosca. Con questa vittoria la squadra salutò il capitano Viktor Šustikov, congedatosi dopo quindici anni in maglia bianconera, durante i quali divenne primatista assoluto di presenze in Vysšaja Liga. Nel 1976 in Unione Sovietica si svolsero due campionati: uno di primavera ed uno d'autunno. Nel primo la Torpedo si classificò solo dodicesima, ma nel secondo la squadra allenata dall'ex attaccante Valentin Ivanov riuscì a prevalere su tutte le altre contendenti, vincendo così il suo terzo titolo di campione dell'URSS. Nella stagione 1977 i bianconeri arrivarono al terzo posto il campionato e furono sconfitti solo ai calci di rigore dal Benfica nei sedicesimi di finale di Coppa dei Campioni.

### Ultimi successi (1978-1993)
Dopo varie annate prive di soddisfazioni il Torpedo tornò alla vittoria in Coppa dell'URSS nella stagione 1986, per mezzo della vittoria per 1-0 con gol di Vladimir Kobzev contro lo Šachtar. L'anno successivo la squadra giunse quarta in campionato e fu eliminata dal Bordeaux ai quarti di finale di Coppa delle Coppe, a causa della regola dei gol fuori casa. Gli ultimi anni dell'epoca sovietica si chiusero con il Torpedo sempre tra le prime cinque in campionato. Nella Coppa UEFA 1990-1991 fu eliminato ai quarti di finale dai danesi del Broendby, perdendo ai rigori.
All'avvento del nuovo campionato russo i bianconeri collezionarono risultati mediocri, ma nella stagione 1993 si imposero vincendo la prima Coppa di Russia, battendo in finale ai rigori il CSKA Mosca. In quell'anno riuscirono anche ad eliminare il Manchester United dalla Coppa UEFA, venendo poi fatti fuori dal Real Madrid.

### Lento declino (1993-2010)
Nel 1996 la ZIL, proprietaria della squadra, decise di disimpegnarsi dal mondo del calcio e il Torpedo fu quindi ceduta alla "Lužniki corporation". Tra il 1999 e il 2002 la squadra centrò i suoi migliori risultati in Prem'er-Liga, giungendo tre volte quarta e una volta terza. Nella stagione 2006 si classificò quindicesima in campionato, subendo così la prima clamorosa retrocessione della propria storia.
Dopo il primo campionato in Pervyj divizion concluso al sesto posto, nel 2008 il Torpedo conobbe l'umiliazione della retrocessione in Pervenstvo Professional'noj Futbol'noj Ligi. La squadra tornò in mano alla ZIL, ma non riuscì ad iscriversi al campionato e fu costretta a ripartire dalla Tretij divizion, la lega amatoriale.

### Anni recenti (2010-presente)
Dopo due promozioni consecutive, nel 2011 ritornò in Pervyj divizion, classificandosi settima al termine del torneo.
Nella stagione del 2012-2013 il Torpedo evitò a malapena la retrocessione in seconda divisione. Alla fine del campionato fu nuovamente sostituito l'allenatore (al posto di Ignatiev fu ingaggiato il 42enne Vladimir Kazakov, già giocatore della squadra). Malgrado l'ingaggio di diversi giocatori con esperienza di più alto livello, nelle prime 6 giornate furono ottenuti solo 2 punti, risultati che portarono alle dimissioni di Kazakov. Il 5 settembre 2013 la squadra fu affidata ad Aleksandr Borodjuk. Sotto la sua guida, il Torpedo compì dei progressi e alla fine della stagione 2013-2014 raggiunse il terzo posto nel PFN Ligi, la seconda serie russa, potendo così partecipare ai play-off per la promozione in Prem'er-Liga. Ai play-off il Torpedo affrontò la squadra piazzatasi quattordicesima in Prem'er-Liga, il Kryl'ja Sovetov Samara: il 18 maggio 2014, allo Stadio Ėduard Strel'cov, il Torpedo si impose per 2-0 e grazie al pari a reti bianche nel match di ritorno, il 22 maggio 2014 a Samara, la squadra moscovita tornò in Prem'er-Liga dopo otto anni.
La stagione 2014-2015 vide la squadra, allenata prima da Nikolai Savichev e poi Valerij Petrakov, piazzarsi quindicesima e quindi retrocedere in seconda divisione. L'anno successivo la squadra non riuscì ad iscriversi alla PFN Ligi e dovette ripartire dalla Pervenstvo Professional'noj Futbol'noj Ligi, terzo livello del campionato di calcio russo. Dopo quattro anni di militanza ininterrotta in terza serie, al termine della stagione 2018-2019 il club ha riguadagnato un posto in seconda serie, vincendo il girone Centro di Vtoroj divizion.
Nella stagione 2024-2025 conquista un terzo posto nella seconda divisione russa. Viene promosso in massima serie ma viene escluso e costretto a giocare nuovamente in seconda serie a causa di un'accusa di partite truccate.

## Strutture
Nonostante in passato il Torpedo abbia giocato le proprie partite casalinghe anche presso il colossale Stadio Lužniki, da qualche anno è tornato a giocare presso l'impianto oggi dedicato a Ėduard Strel'cov, bandiera del club moscovita. Costruito nel 1959 e già utilizzato dai bianconeri tra il 1978 ed il 1996, è un complesso multiuso, capace di ospitare 13.450 persone. Durante i lavori di restauro iniziati nel 2022, la cui conclusione è prevista nel 2024, la squadra torna giocare allo Stadio Lužniki, restaurato ed ampliato in occasione dei Mondiali 2018.

## Allenatori

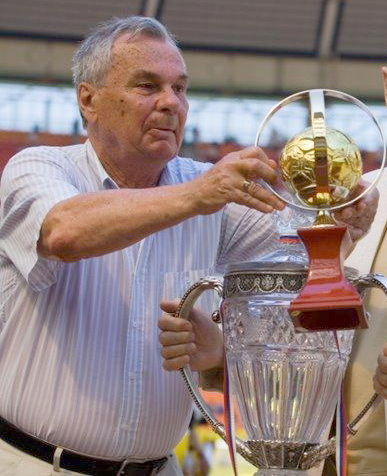
Valentin Ivanov

- Viktor Maslov (1931; 1944-agosto 1945; 1946-30 giugno 1948; 1952-agosto 1953; 1957-1961; 1971-agosto 1973)
- Sergej Buchteev (1932-1934; 1937-maggio 1939)
- Sergej Troickij (1932)
- Nikolaj Nikitin (1936-1937; 1 luglio 1948-31 maggio 1949)
- Konstantin Kvašnin (giugno 1939-1940; 1 giugno 1949-1950)
- Fëdor Selin (settembre-ottobre 1945)
- Vladimir Moškarin (gennaio-luglio 1951)
- Andrej Rževcev (luglio-dicembre 1951)
- Nikolaj Morozov (settembre 1953-ottobre 1955; 2 maggio-novembre 1963; gennaio-luglio 1967)
- Konstantin Beskov (1956)
- Georgij Žarkov (1962)
- Jurij Zolotov (gennaio-26 aprile 1963)
- Viktor Mar'enko (1964-5 febbraio 1967)
- Valentin Ivanov (agosto 1967-1970; settembre 1973-1978; 1 agosto 1980-31 agosto 1991; 27 agosto 1994-17 gennaio 1997; 25 maggio-13 novembre 1998)
- Vladimir Salkov (1979-31 luglio 1980)
- Evgenij Skomorochov (1 settembre 1991-8 agosto 1992)
- Jurij Mironov (9 agosto 1992-1 agosto 1994)
- Sergej Petrenko (2-26 agosto 1994; 14 luglio 2002-16 settembre 2006)
- Aleksandr Tarchanov (18 gennaio 1997-24 maggio 1998)
- Vitali Şevçenko (23 novembre 1998-13 luglio 2002)
- Aleksandr Gostenin (17 settembre-31 dicembre 2006)
- Georgij Jarcev (5 gennaio-22 giugno 2007)
- Vjačeslav Daev (22 giugno-31 luglio 2007; 30 maggio 2008-8 dicembre 2009)
- Ravil Sabitov (1 agosto 2007-30 maggio 2008)
- Sergej Pavlov (7 dicembre 2009-16 agosto 2010)
- Igor' Čugajnov (17 agosto 2010-4 aprile 2012)
- Michail Belov (5 aprile-14 novembre 2012)
- Nikolaj Savičev (15-21 novembre 2012; 3 agosto-4 settembre 2013; 1 giugno-3 novembre 2014)
- Boris Ignat'ëv (22 novembre 2012-10 giugno 2013)
- Vladimir Kazakov (11 giugno-2 agosto 2013)
- Aleksandr Borodjuk (5 settembre 2013-31 maggio 2014)
- Valerij Petrakov (4 novembre 2014-12 aprile 2016)
- Vladimir Belousov (13 aprile-4 maggio 2016)
- Viktor Bulatov (5 maggio 2016-31 maggio 2017)
- Igor' Kolyvanov (1 giugno 2017-31 maggio 2019)
- Sergej Ignaševič (4 giugno 2019-22 marzo 2021)
- Aleksandr Borodjuk (23 marzo 2021-18 agosto 2022)
- Nikolai Kovardaev (18 agosto 2022-12 ottobre 2022)
- Andrej Talalaev (13 ottobre 2022-22 marzo 2023)
- Josep Clotet (28 marzo 2023-in corso)

## Calciatori
- Oro olimpico: 4

 Valentin Ivanov (1956)
 Ėduard Strel'cov (1956)

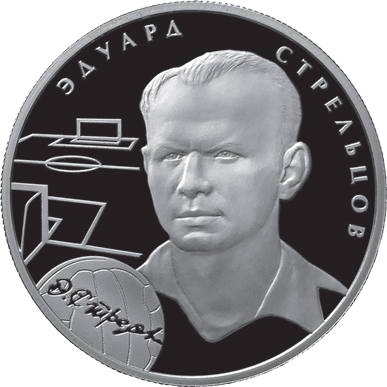
Moneta da due rubli celebrativa di Ėduard Strel'cov

 Aleksej Prudnikov (1988)
 Jurij Savičev (1988)
- Campionato d'Europa: 2

 Valentin Ivanov (Francia 1960)
 Slava Met'reveli (Francia 1960)
- Coppa d'Asia: 1

 Ivan Franjić (Australia 2015)

## Palmarès

### Competizioni nazionali
- Campionato sovietico: 3

1960, 1965, 1976
- Coppa dell'URSS: 6

1949, 1952, 1959-1960, 1967-1968, 1972, 1985-1986
- Coppa di Russia: 1

1992-1993
- Pervenstvo Futbol'noj Nacional'noj Ligi: 1

2020-2021
- Pervenstvo Professional'noj Futbol'noj Ligi: 3

2010 (Girone Centro), 2018-2019 (Girone Centro)

### Competizioni giovanili
- Torneo Internazionale Carlin's Boys: 2

1976, 1982
- Torneo Internazionale Under-19 Bellinzona: 2

1971, 1972

## Statistiche

### Squadra
Periodo sovietico
- Stagioni nella Vysšaja Liga: 51
- Stagioni nella Pervaja Liga: 2
- Miglior piazzamento in Vysšaja Liga: 1° (3 volte)
- Peggior piazzamento in Vysšaja Liga: 16° (1979)
- Miglior vittoria in Vysšaja Liga: 7-1 (Neftchi Baku - 1961; Dinamo Leningrado - 1962; Dinamo Kiev - 1963)
- Peggior sconfitta in Vysšaja Liga: 0-7 (Dinamo Mosca - 1947)
- Maggior numero di vittorie in una stagione: 22 (1965)
- Minor numero di sconfitte in una stagione: 3 (1965)
- Maggior numero di punti in una stagione: 51 (1965)
- Maggior numero di gol fatti in una stagione: 68 (1961)
- Miglior piazzamento in Coppa dell'URSS: 1° (6 volte)
- Miglior vittoria in Coppa dell'URSS: 8-0 (Avangard Kursk - 1961)
- Peggior sconfitta in Coppa dell'URSS: 2-5 (Dinamo Tbilisi - 1939, Dinamo Mosca - 1945)

Periodo post-sovietico
- Stagioni nella Prem'er-Liga: 15[6]
- Stagioni nella Pervyj divizion: 4
- Stagioni nella Pervenstvo Professional'noj Futbol'noj Ligi: 1
- Stagioni nella Tretij divizion: 1
- Miglior piazzamento in Prem'er-Liga: 3° (2000)
- Peggior piazzamento in Prem'er-Liga: 15° (2006)
- Miglior vittoria in Prem'er-Liga: 5-0 (Černomorec Novorossijsk - 2001)
- Peggior sconfitta in Prem'er-Liga: 0-8 (Lokomotiv Mosca - 1994)
- Maggior numero di vittorie in una stagione: 16 (1995, 2000, 2004)
- Minor numero di sconfitte in una stagione: 6 (1999)
- Maggior numero di punti in una stagione: 55 (1995, 2000)
- Maggior numero di gol fatti in una stagione: 53 (2001, 2004)
- Miglior piazzamento in Coppa di Russia: 1° (1 volta)
- Miglior vittoria in Coppa di Russia: 6-1 (Lada Tol'jatti - 1997)
- Peggior sconfitta in Coppa di Russia: 0-4 (Torpedo Vladimir - 2008)

Coppe europee
- Partecipazioni alla Coppa dei Campioni: 2
- Partecipazioni alla Coppa UEFA: 11
- Partecipazioni alla Coppa delle Coppe: 7
- Partecipazioni alla Coppa Intertoto: 1
- Migliore vittoria in Europa: 5-0 (Cork City - Coppa delle Coppe 1989-1990; Domagnano - Coppa UEFA 2003-2004)
- Peggiore sconfitta in Europa: 2-5 (Real Madrid - Coppa UEFA 1992-1993)

### Individuali
| Primatisti di presenze - 427 - Viktor Šustikov (1957-1972) - 325 - Sergej Prigoda (1976-1988) - 319 - Aleksandr Polukarov (1980-1991) - 304 - Vladimir Jurin (1970-1980) - 286 - Valentin Ivanov (1952-1966) - 276 - Sergej Petrenko (1972-1985) - 261 - Leonid Pachomov (1967-1976) - 255 - Vasilij Župikov (1977-1985) - 231 - Viktor Kruglov (1975-1986) - 226 - Vladimir Buturlakin (1968-1981) | Primatisti di reti - 124 - Valentin Ivanov (1952-1966) - 100 - Ėduard Strel'cov (1954-1970) - 83 - Aleksandr Ponomarëv (1945-1950) - 67 - Gennadij Gusarov (1957-1962) - 63 - Georgij Žarkov (1939-1951) - 54 - Pёtr Petrov (1938-1949) - 54 - Igor' Semšov (1998-2005) - 47 - Jurij Savičev (1984-1989) - 45 - Nikolaj Vasil'ev (1974-1985) - 43 - Oleg Sergeev (1957-1968) |

## Rosa 2024-2025
| N. |                                 | Ruolo | Calciatore                     |
| -- | ------------------------------- | ----- | ------------------------------ |
| 3  | Russia (bandiera)               | D     | Il'ja Kutepov                  |
| 4  | Russia (bandiera)               | D     | Sergej Borodin                 |
| 7  | Russia (bandiera)               | C     | Aleksandr Rjazancev (capitano) |
| 8  | Brasile (bandiera)              | C     | Alesson                        |
| 9  | Perù (bandiera)                 | A     | Yordy Reyna                    |
| 10 | Russia (bandiera)               | A     | Igor' Lebedenko                |
| 11 | Russia (bandiera)               | C     | Il'ja Kucharčuk                |
| 12 | Russia (bandiera)               | P     | Egor Baburin                   |
| 13 | Serbia (bandiera)               | C     | Stefan Šapić                   |
| 18 | Russia (bandiera)               | C     | David Karaev                   |
| 19 | Russia (bandiera)               | A     | Maksim Turiščev                |
| 22 | Uzbekistan (bandiera)           | C     | Xojimat Erkinov                |
| 24 | Bosnia ed Erzegovina (bandiera) | C     | Igor Savić                     |
| 26 | Ungheria (bandiera)             | A     | Márk Koszta                    |
| 27 | Moldavia (bandiera)             | C     | Mihail Caimacov                |
| 29 | Russia (bandiera)               | D     | Yuri Zhuravlev                 |

| N. |                        | Ruolo | Calciatore        |
| -- | ---------------------- | ----- | ----------------- |
| 35 | Russia (bandiera)      | C     | Ivan Enin         |
| 44 | Russia (bandiera)      | D     | Artyom Samsonov   |
| 49 | Russia (bandiera)      | D     | Yegor Proshkin    |
| 51 | Russia (bandiera)      | P     | Vitali Botnar     |
| 52 | Russia (bandiera)      | C     | Ravil' Netfullin  |
| 55 | Bielorussia (bandiera) | A     | Dzjanis Lapceŭ    |
| 56 | Russia (bandiera)      | P     | Aleksandr Dovbnja |
| 90 | Montenegro (bandiera)  | D     | Bojan Roganović   |
| 93 | Russia (bandiera)      | A     | Michail Markin    |
| 97 | Croazia (bandiera)     | C     | Mario Ćurić       |
| 99 | Russia (bandiera)      | D     | Andrei Yevdokimov |
|    | Russia (bandiera)      | D     | Egor Danilkin     |
|    | Russia (bandiera)      | C     | Igor' Konovalov   |
|    | Russia (bandiera)      | D     | Iraklij Manelov   |
|    | Russia (bandiera)      | D     | Evgeniy Shlyakov  |